# Oris
Pour les articles homonymes, voir Oris (homonymie).
Oris est une manufacture horlogère suisse indépendante de luxe fondée en 1904.

## Historique
À partir de la fabrique de montres Lohner & Co, deux horlogers loclois, Paul Cattin et Georges Christian fondent en 1904 la fabrique horlogère Oris Watch & Co dans le village Bâlois de Hölstein (BL) en Suisse. En 1911, la firme donne du travail à plus de 300 personnes et participe à la croissance industrielle du lieu, qui entraîne une augmentation massive de la population aux XIXe et XXe siècles. La société horlogère entretient des relations étroites avec le monde du sport automobile, de la musique, des arts, de l'aviation et de la plongée. Après le décès de Georges Christian, en 1927, l'entreprise est transformée en société par actions. 
Dans les années 1960, Oris donne du travail à 800 personnes. Elle rejoint en 1970 la holding ASUAG, qui la confine dans le segment des montres bon marché. En 1982, sous l'impulsion du président Rolf Portmann et du directeur général Ulrich W. Herzog, la Société est rachetée par ses cadres et retrouve son indépendance et devient Oris SA. 
La marque reste à ce jour l'un des rares fabricants indépendants de groupes tels que Swatch ou Richemont. 

## Activité
Oris produit actuellement quatre gammes de montres : culture, aviation, plongée, sport automobile. Elle est l'une des très rares marques d'horlogerie suisse à ne plus proposer de modèles à quartz depuis de nombreuses années, mais uniquement des montres mécaniques.
Elle produit également sous la marque 'Saros' de très petites séries de montres promotionnelles de luxe à la demande de grosses entreprises pour des occasions très particulières. Ces montres fabriquées à Hölstein sont uniquement reconnaissables par les inscriptions au dos, le cadrant étant pleinement dédié au sujet de la promotion. Les mouvements de ces montres "sur mesure" sont majoritairement à quartz, fabriqués en suisse.

## Les grandes dates

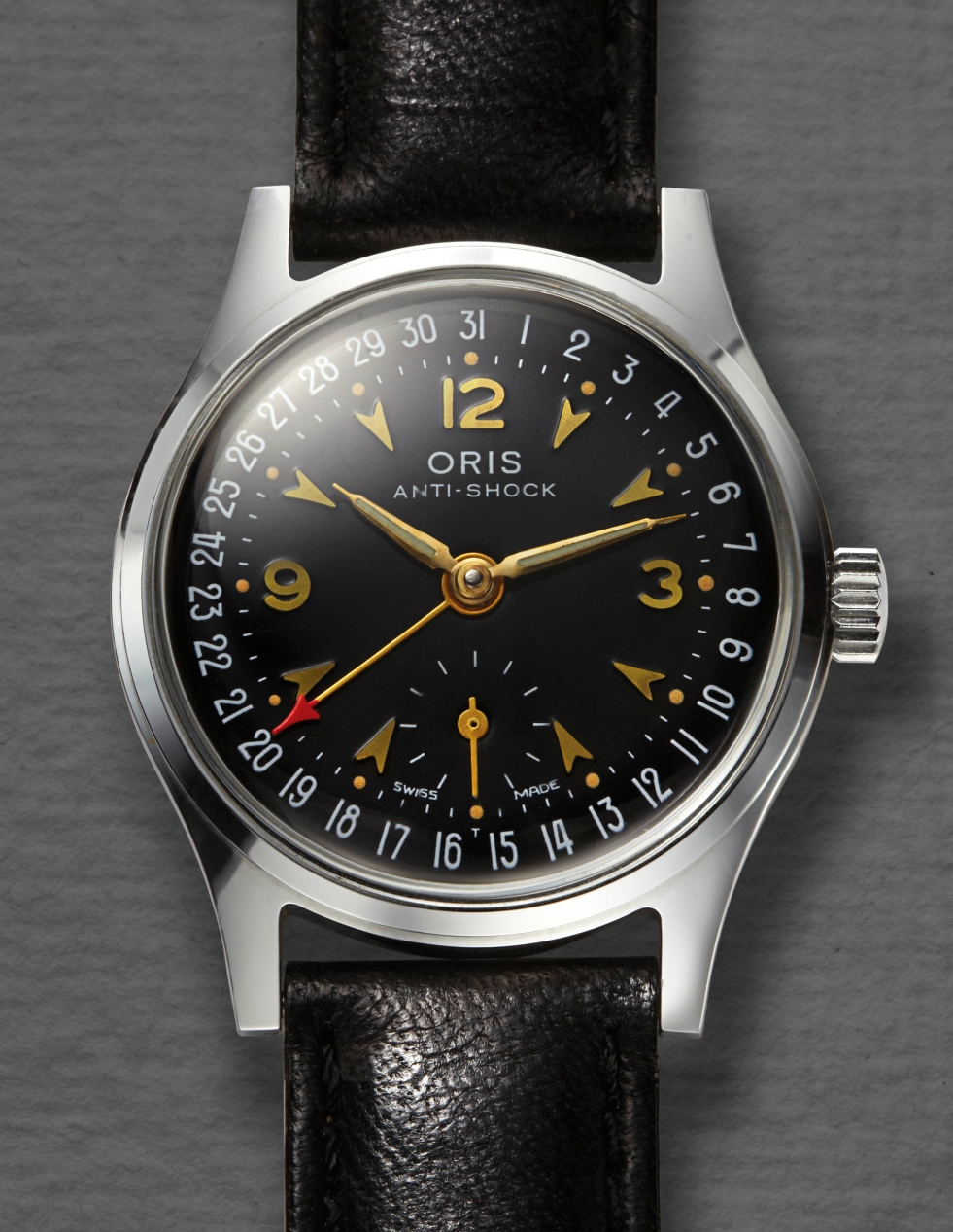
Modèle vintage 1938 avec le système d'affichage Pointer date.

1938 : Oris présente la « Pointer date » et son fameux calendrier à aiguille centrale ainsi que la grosse couronne de remontoir (big crown) destinée aux aviateurs portant des gants. Constamment réédité et décliné, ce modèle est l'image de marque de l'entreprise.
1952 : Oris propose le calibre 601, doté d'un remontage automatique et de l'affichage de la réserve de marche. 
1966 : arrivée du calibre 645 automatique doté de 25 rubis et d'un échappement à ancre. 
1968 : le calibre 652 reçoit une certification de chronomètre.
1982 : année du tournant. Après avoir produit des montres à bas coût, notamment à quartz, Oris oriente sa gamme vers des montres design, animées par des mouvements mécaniques de qualité, vendues à des prix compétitifs. 
1991 : arrivée du calibre 581 à complication avec phase de lune, jour, date et second fuseau horaire. 
1999 : Oris propose une nouvelle mouture de la BC-3 big crown (type aviation) avec un boîtier en acier brossé. Avec l'écurie de course Williams F1, Oris propose depuis 2003, sous l'appellation « F1 » et « TT » une série de montres dédiées à l'automobile.
2011 : la marque inaugure la ligne de produits qui portera ses ventes durant plusieurs années, les montres de plongée Aquis. Elles seront déclinées en moult éditions spéciales ainsi qu'en variantes GMT, chronographe ou boitier en bronze.

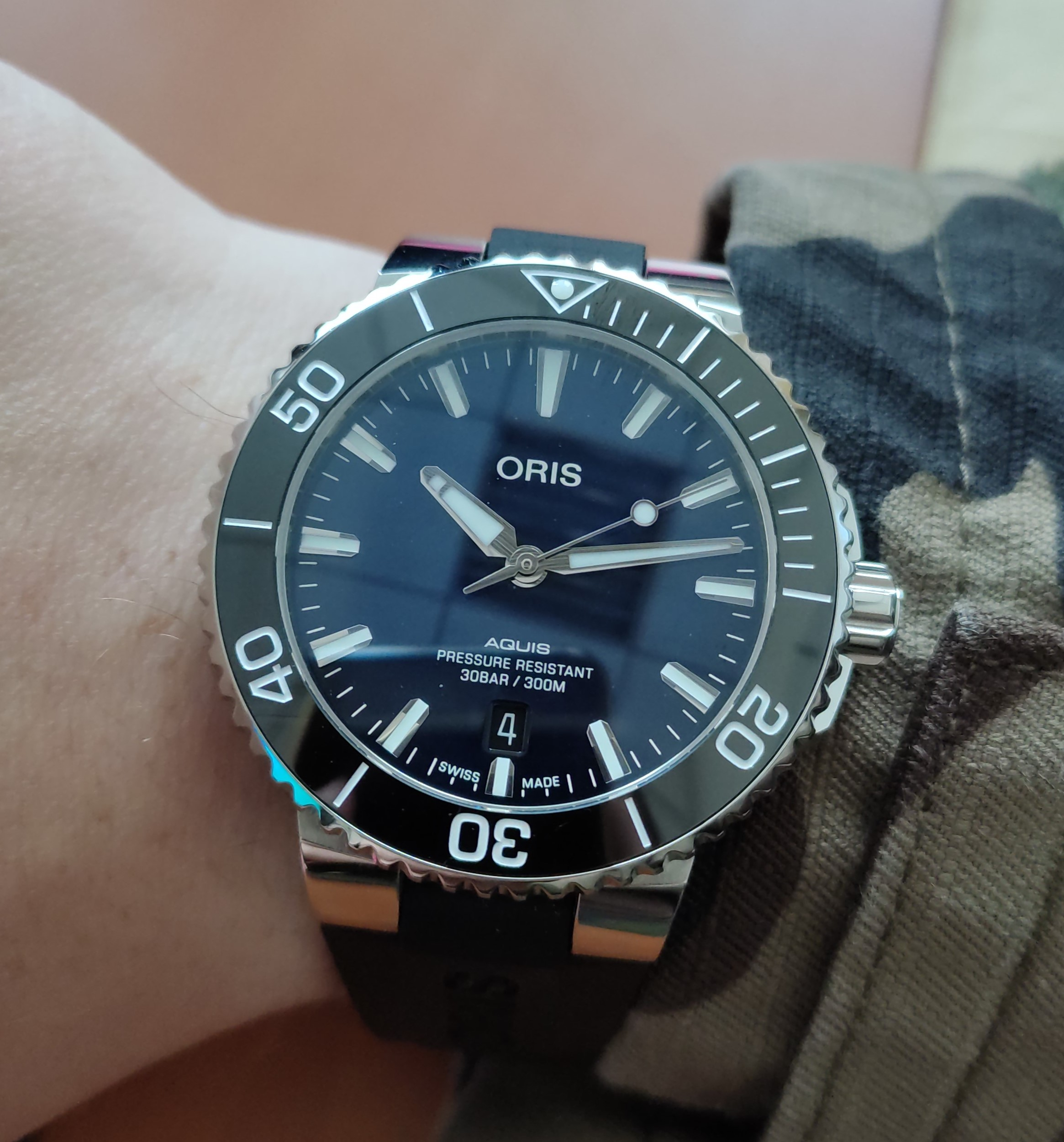
Une Aquis, modèle le plus populaire de la marque.

2015 : Oris Divers Sixty-Five, une gamme de plongeuses complémentaire inspirée des années '60.
2020 : l'arrivée d'un mécanisme exclusif, le Calibre 400, permet à la marque de se distinguer du marché des plongeuses ETA/Sellita avec un mécanisme performant, une réserve de marche de 5 jours, des propriétés anti-magnétiques ainsi qu'une garantie de 10 ans. Oris souhaite ainsi concurrencer des marques comme Tudor et TAG sur le terrain des plongeuses haut de gamme.

## Productions
La gamme actuelle Oris s'articule comme suit : Aquis et Divers Sixty-five (plongée), Propilot et Propilot X (aviation/sport), Big Crown (vintage), Rectangular, et Atelier (montres habillées).

## Les nouveautés (2022)
Aquis Dat Watt Limited Edition, Aquis Pro Date Cal. 400 (plongeuse pro), Oris Divers Sixty-Five ‘Cotton Candy’ (boîtier bronze, couleurs variées), PROPILOT X Calibre 400.

## Oris et le cinéma
Les montres Oris sont apparus aux poignets de différents acteurs et actrices[réf. nécessaire] :
- Keanu Reeves dans Constantine (2005),
- Meg Ryan dans Kate et Léopold (2002),
- Sam Neill dans Jurassic Park 3 (2001),
- Gwyneth Paltrow dans Un amour infini (2000),
- Nicolas Cage dans 8 millimètres (1999),
- Ben Chaplin dans Les Âmes perdues (1999),
- Harrison Ford dans L'Ombre d'un soupçon (1999),
- Julianne Moore dans Magnolia (1999),
- Tommy Lee Jones dans Batman Forever (1995)

## liens connexes
- Thomas Schibler (trad. Walter Weideli), « Hölstein » dans le Dictionnaire historique de la Suisse en ligne, version du 29 septembre 2010.
- Philippe Hoffmann (trad. Pierre-G. Martin), « Waldenburg (district) » dans le Dictionnaire historique de la Suisse en ligne, version du 20 août 2013.

- Gabrielle Schmitt-Ott, « Christian Georges » dans le Dictionnaire historique de la Suisse en ligne, version du 24 novembre 2015.